# Katus Attila
Katus Attila (Pécs, 1973. március 21. –) személyi edző, életmód-tanácsadó, világ- és Európa-bajnok sportoló.

## Tanulmányai
1979–1987 között az Anikó utcai Általános Iskola diákja volt szülővárosában. 1987 és 1991 között ugyancsak Pécsen, az ANK Gimnáziumban végezte középiskolai tanulmányait. 1991–1992 között a Juhász Gyula Tanárképző Főiskola testnevelés–angol szakán tanult Szegeden. 1992–1998 között a PTE Természettudományi Karán tanult, szintén testnevelés szakon. Közben 1996–2001 között ugyanezen az egyetemen a Bölcsészettudományi Kar angolnyelvtanári szakát végezte el.

## Versenyeredményei, érdemei
1993–2001 között a sportaerobik sportágban versenyzett. 1994–2001 között a magyar válogatott tagjaként trió kategóriában Pécsi Sasok néven hatszoros világ-, kétszeres Európa–bajnok, valamint a négyévente megrendezésre kerülő Világjátékok győztese.
2007-ben a Fittdiák Program arca és szakmai vezetője.
2008-ban a Szombat Esti Láz televíziós műsor győztese.
2008-ban a Parkett Ördöge címet is elnyerte.
2010-ben Trainer of the Year 2010. ELITE címet kapott.
2012-től klímavédelmi nagykövet.
2012 októberében a MOB Környezetvédelmi Bizottsági tagja lett.
2014-ben a  BioTech USA FITBALANCE Award – Az év Férfi Oktatója címet nyerte el.
2014. decemberben a  Magyar Szabadidősport Szövetségtől A lakosság sportért szövetségi kitüntetést kapta meg.
A Magyar Torna Szövetség kitüntette az elmúlt 125 év legeredményesebb versenyzőjeként aerobik szakágban.
2019-ben a Well & Fit Életmódmagazin az Év Prezenterének választotta.
2019-ben a Pro Voluntarius díjban részesült, ami az önkéntesség, a közjó ellátása, valamint a fiatal generációk önkéntességre nevelésében végzett kiemelkedő szakmai teljesítmény, tevékenység elismerése.
2021-ben a BioTech USA JUST CLEAR Award- Az év Férfi Oktatója címmel díjazta.
A Magyar Ökumenikus Segélyszervezet állandó önkéntes tagja.
A Nagy Vagy! televíziós műsor állandó résztvevője.
A Richter Egészségváros állandó partnere.
A VitálKonyha életházhozszállítás reklámarca és szakmai tanácsadója.
A KATUSFOOD és a KATUSBODY brand megalkotója és forgalmazója.
KATUSAKTÍV Testsúlycsökkentő és Egészségmegörző Program megalkotója.
A KATUSFOOD Étrendkiegészítők megalkotója.
A Formáld Magad c. könyv írója 

### Edzői fokozatok
- 1996 aqua oktató TFTI
- 2001 Elite személyi edző IFAA
- 2001–2005 aerobik szakedző, Semmelweis Egyetem Testnevelő és Sporttudományi Kar
- 2003 Polár Ownzone oktató
- 2003 Pilates-, Indoor Cycling-, jógaoktató